# Furioso-North Star
'Furioso-North Star là một giống ngựa được phát triển ở Hungary, có nguồn gốc chính xác là từ trang trại ngựa giống Mezőhegyes. Ngày nay, nó được coi là giống ngựa máy ấm, có đặc điểm đặc biệt được chú ý là về tiếng hí, có khả năng làm việc nhẹ nhàng, nhưng với vẻ ngoài tinh tế phản ánh ảnh hưởng của giống Ngựa Thoroughbred.

## Lịch sử
Có hai con ngựa giống chính yếu được coi là ngựa giống nền móng xác lập nên giống ngựa này. Đầu tiên là một con ngựa giống Thoroughbred tên Furioso, sinh tại Hungary vào năm 1836 và bắt đầu vào năm 1841 đã được đem lai với ngựa cái Hungary địa phương. Thứ hai là một con ngựa giống Thoroughbred khác, North Star (sinh năm 1844), được nhập khẩu từ Anh vào năm 1852, cũng được lai với ngựa cái địa phương và có thể với dòng giống của ngựa Norfolk Trotter. Việc lai giống ngựa Nonius cũng có thể xảy ra. Ban đầu, hai dòng máu được giữ riêng biệt, với dòng Furioso được sử dụng để sản xuất ngựa cưỡi và dòng North Star sản xuất ngựa kéo, nhưng các dòng ngựa vốn tách biệt này lại được sáp nhập vào cuối thế kỷ 19.

## Đặc điểm
Các con ngựa thuộc giống Furioso có số đo trung bình khoảng 16 hand (64 inch, 163 cm) và chủ yếu có màu hồng, màu gan/hạt dẻn hoặc màu đen. Trong khi là một giống ngựa từng phổ biến ở nước láng giềng Romania, Furioso-North Star bây giờ được cho là đang bị đe dọa.